# Raid de Roderick MacKenzie

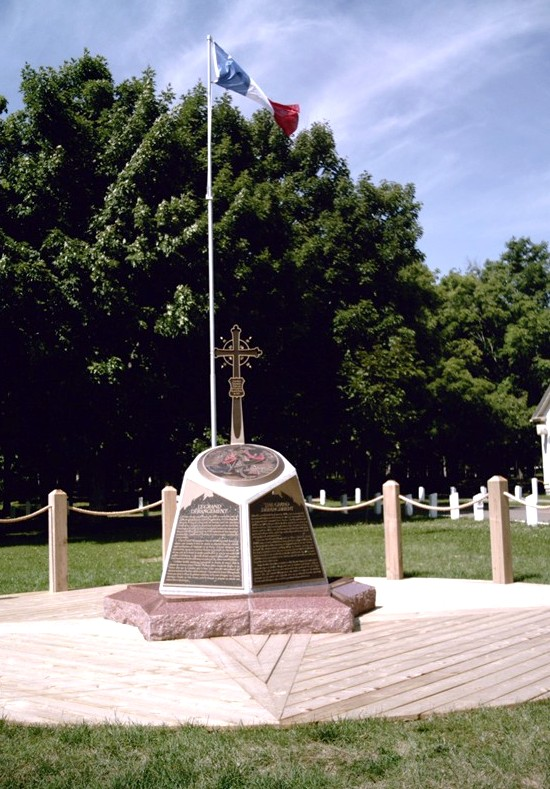
Monument commémorant l'arrivée des Acadiens à Caraquet et le raid de Roderick MacKenzie.

Le raid de Roderick MacKenzie est un événement de la déportation des Acadiens qui eut lieu en 1761 dans la baie des Chaleurs, où se trouve maintenant le Nouveau-Brunswick. 
À la suite de leur victoire dans la bataille de la Ristigouche, les Britanniques voulaient se débarrasser des Acadiens vivant à la baie des Chaleurs et à la rivière Miramichi. Le gouvernement leur ordonna de rendre les armes et d'émigrer à Québec. La plupart ignorèrent la demande, restèrent sur place et continuèrent à attaquer les navires britanniques. Le gouverneur Murray chargea le Français Pierre Du Calvet d'effectuer un recensement de la population, qui eut lieu en juillet et août 1761. À la suite de ce recensement, le colonel Forster, commandant des troupes britanniques de la Nouvelle-Écosse, chargea le Capitaine Roderick MacKenzie de se rendre dans la région pour y capturer tous les Acadiens.
Le raid est connu en grande partie d'après la description qu'en fit Gamaliel Smethurst, un marchand abandonné par son capitaine.
Parti le 19 septembre 1761 avec une cinquantaine d'Highlanders, MacKenzie se rendit en premier lieu à Nipisiguit où il arriva le 29 octobre, guidé par Étienne Echbock, chef des Micmacs de Pokemouche. Il y fit environ 180 prisonniers parmi les familles les plus importantes, captura les bateaux, 11 sloops et chaloupes et fit brûler des maisons. Pour piloter les embarcations, il garda quelques personnes en otage en garantie de leur bonne conduite. Le 30 octobre, il captura les membres d'équipage acadiens sur le bateau de Gamaliel Smethurst alors que ce dernier se trouvait sur la plage. Plusieurs personnes se réfugièrent dans la forêt, et certains furent laissés sur place, soit des vieillards ou des malades. Il alla un peu plus tard à Caraquet. Smethurst ne fait pas mention du passage de MacKenzie à Caraquet, mais l'on sait que 20 des 174 habitants sont capturés, les autres laissés sur place ou enfuis. MacKenzie fit ensuite un tour au village de Chipagan. D'après la description de Smethurst, cet endroit serait situé au nord du ruisseau de la Chaloupe, soit dans l'actuel village de Bas-Caraquet. Sur les 11 familles (43 habitants), il y en captura 5.
À son passage à Néguac, il trouva le village abandonné, les Acadiens s'étant cachés dans la forêt. Roderick Mackenzie fit en tout 787 prisonniers et captura 13 embarcations. N'ayant pas assez d'espace sur les bateaux, la plupart furent laissés sur place sous la surveillance des Amérindiens, avec la promesse qu'il allait revenir l'an prochain pour les capturer. La plupart des rescapés se sont enfuis en d'autres endroits de la baie des Chaleurs, comme à Miscou ou Bonaventure. Une partie revint quelques années plus tard dans leurs villages d'origine.
La plupart des prisonniers sont gardés jusqu'en 1764.